# 増田好平
増田 好平（ますだ こうへい、1951年4月 - ）は日本の元防衛官僚。第27代防衛事務次官。弁護士。一般社団法人市ヶ谷論壇理事長。

## 人物
東京都出身。武蔵中学校・高等学校卒業。東京大学法学部第1類（私法コース）卒業後、1975年に防衛庁入庁。国家公務員上級試験を上位で合格し、司法試験にも合格している。
出世コースに乗っていたが、守屋武昌防衛事務次官時代には人事で冷遇され、「おしん」と呼ばれたこともある。
2007年8月に小池百合子防衛大臣が守屋武昌防衛事務次官を更迭後の次官人事で、小池大臣が警察庁出身の西川徹矢官房長を主張する一方で、守屋次官が推す防衛庁生え抜きの山崎信之郎運用企画局長を主張して対立。その際、第三の案として、増田の名前が次官に挙がり就任した。
2008年2月に起きたイージス艦衝突事故と対処方法の責任をとる形で2ヶ月の減給処分となった。
2009年8月1日で防衛事務次官を退任し、後任には防衛省大臣官房長の中江公人が就任する人事が内定していたが、第171回国会が期限前に閉会となったため留任。8月25日付で退任し、前出の人事が発令された。
2021年、瑞宝重光章受章。

## 略歴
- 1975年 - 防衛庁入庁（長官官房総務課）
- 1975年5月 防衛局運用課
- 1976年5月 経理局施設課
- 1977年7月 長官官房総務課
- 1978年4月 大蔵省主計局
- 1980年4月 防衛局調査第1課部員
- 1981年4月 防衛局調査第1課調査第2班長
- 1982年1月 人事教育局人事第1課部員
- 1983年5月 防衛局防衛課年度班部員
- 1985年7月 防衛局運用課部員
- 1986年4月 防衛局運用課総括・運用班長
- 1987年4月 防衛局計画官付部員
- 1988年9月 防衛局防衛課部員
- 1990年7月 長官官房企画官
- 1991年2月 (兼)総理府大臣官房政府専用機準備室参事官
- 1992年1月 (解)総理府大臣官房政府専用機準備室参事官
- 1992年7月 防衛局防衛政策課部員
- 1993年1月 - 防衛施設庁施設部施設取得第二課長
- 1994年7月 - 装備局航空機課長
- 1995年6月 - 防衛局計画課長
- 1996年6月 - 長官官房広報課長
- 1998年6月 - 防衛局防衛政策課長
- 2000年6月 - 長官官房防衛審議官
- 2001年1月 - 長官官房審議官
- 2002年8月 - 内閣官房内閣審議官（内閣官房副長官補付）
- 2005年8月 - 防衛参事官（統合運用・IT担当）
- 2006年2月 - 人事教育局長
- 2007年9月 - 防衛事務次官
- 2009年 - 防衛省顧問
- 2010年7月 - 明治安田生命保険特別顧問[8]
- 2010年10月 - 司法修習修了
- 2011年 - 弁護士登録（第一東京弁護士会）
  - 特定非営利活動法人宇宙利用を推進する会理事長[9]、公益財団法人隊友会常務理事[10]、渥美坂井法律事務所・外国法共同事業客員弁護士[11]
- 2018年10月 - 免 防衛省顧問[12]